# Zbór braci polskich w Moskorzewie
Zbór braci polskich w Moskorzewie – lokalna wspólnota braci polskich istniejąca w drugiej połowie XVI wieku w Moskorzewie, wówczas w województwie krakowskim.

## Historia

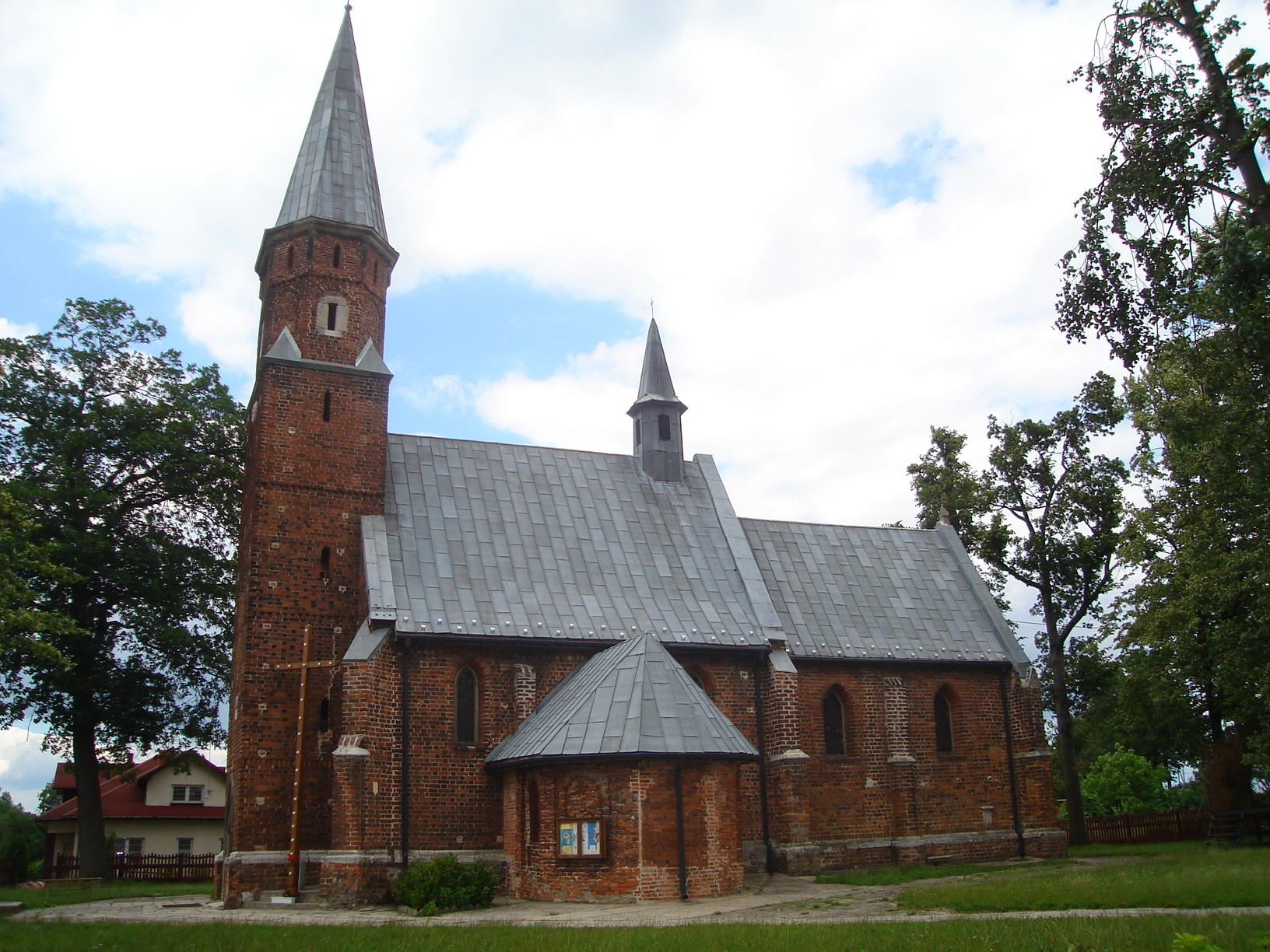
Kościół św. Małgorzaty w Moskorzewie, który w XVI w. był przez krótki czas świątynią zboru braci polskich

Początki zboru wiążą się z opowiedzeniem się dziedzica Moskorzewa Stanisława Moskorzewskiego za kalwinizmem i założeniem w 1558 w tej miejscowości zboru kalwińskiego. Wówczas to wzniesiony u schyłku XIV wieku miejscowy katolicki kościół św. Małgorzaty stał się kościołem reformowanym. Niedługo potem bo w 1562 kościół ten znalazł się w rękach braci polskich. Pochowano w nim wybitnych wiernych zboru braci polskich: Barbarę z Dąbrowskich Moskorzowską (zm. 1572), Zofię z Sancygniowskich Karsznicką (zm. 1594) i Dorotę Moskorzowską (zm. 1601). Pod koniec XVI wieku kościół stał się ponownie świątynią katolicką
Ze zborem związany był Hieronim Moskorzowski (ok. 1560–1625), syn Stanisława Moskorzewskiego, czołowy działacz braci polskich.
Po utracie kościoła na rzecz katolików zbór braci polskich zgromadzał się najprawdopodobniej w późnogotyckim budynku (tzw. murowaniec) wzniesionym w XVI wieku i przylegającym obecnie do dworu Potockich z XVIII w. Przyjmuje się, iż w czasach Hieronima Moskorzewskiego obiekt ten był też siedzibą szkoły braci polskich.